# Евреи (стихотворение)
«Евреи» ― стихотворение Янки Купалы, написанное в 1919 году и опубликованное в белорусской ежедневной общественно-политической и литературной газете «Беларусь».

## Предыстория стихотворения
В 1918 году Янка Купала жил в Смоленске, с июля работая агентом по снабжению продуктами Западной области. Был слушателем факультета истории искусств Смоленского отделения
Петербургского археологического института. 21 января 1919 года переехал в Минск. К тому времени, на территории Беларуси образовалось Белорусская Народная Республика, высшим органом управления которой стали Рада БНР и Народный секретариат, куда входили представители Белорусской социалистической громады, белорусских эсеров и двух еврейских партий: Бунда и Поалей Цион.
В 1916 и 1917 годах Янка Купала не написал ни одного стихотворения. Но, видимо, события на Родине побудили его к созданию в 1919 году серии статей. В статье «Независимое государство и его народы» (ноябрь 1919) Купала писал: "В нашем краю живёт много поляков, русских, евреев, татар … Лучшие из этих людей давно уже пришли к убеждению, что свободный белорус в своей независимой стране будет к ним относиться куда доброжелательней, чем белорус, порабощенных чужаками… В свободной, независимой Беларуси не должно быть «ни эллина, ни иудея». Неприятие русских чиновников и польских помещиков как угнетателей белорусского народа лейтмотивом проходит в ранних стихах Купалы: «Раз абселі Беларуса Маскалі ды Ляхі і давай яму сваяцтва тыкаці з-пад пахі» («Сваякі» [«Родственники»], 1914); «Я мець ад кагосьці і штосьці прывык: ад рускага чына — нагайку і штык, ад польскага пана — прыгон і бізун» («Я мець ад кагосьці…», 1914). В более позднем стихотворении, посвящённом 10-летию БССР, Купала писал о «годах неволи»: "Вораг польскі і рускі шчыра множыў курганы, — не было Беларусі, толькі быў «Край забраны» («Летапіснае», 1928).
Зенон Петкевич в напечатанной в польской газете «Prawda» рецензии на драматическую поэму Янки Купалы «Адвечная песня» писал, что белорусской литературы нет и что Купала — «интеллигент, рядящийся в пастушью шкуру». После резкого отзыва в «Нашей ниве» на рецензию З. Петкевича последний прислал в редакцию «Нашей нивы» письмо, в котором (на белорусском языке!) писал, что его неправильно поняли: «Если я сказал, что нет ещё белорусской литературы, то значит, что нет её прошлого, но я верю в будущее живого народа. Белорусская литература ещё создаётся, растёт из этога народа».
Среди произведений Янки Купалы этого периода выделяется стихотворение «Евреи», опубликованное 7 октября 1919 года. Вторая публикация была осуществлена через 70 лет в журнале «Неман» с предисловием Алеся Беляцкого, без 4-7 строк.  Янка Купала включал это стихотворение в свой сборник «Спадчына» [«Наследие»] (1922), но в итоге его там не оказалось. Причина неизвестна.
Купала уже косвенно касался еврейской темы: в 1911 году он, вместе с другими деятелями, в основном петербургской и московской интеллигенции, подписал инициированное В. Г. Короленко письмо «К российской общественности» против Дела Бейлиса. Купалу связывала тесная дружба с белорусско-еврейским писателем Змитроком Бядулей (Самуилом Плавником), издавшим в 1918 году книжку «Евреи на Беларуси», где, в частности, говорилось: «В период омертвения белорусского национального самосознания, евреи, как и сами белорусы, хотя хорошо знали белорусский язык, но смотрели на него как на „мужицкий“, и, русифицируясь сами, неосознанно служили русификаторской идее Великороссии. Но это был тот богатый класс, который получил образование в русских школах, а что касается простых местечковых жителей, то кроме родного языка они знают только белорусский. От самого начала белорусского возрождения, почти что рядом с первыми пионерами белорусского движения пошли, хотя и в малом числе, и евреи, вышедшие из деревни; хотя более широкие интеллигентные еврейские массы, особенно в городах, не могут ещё избавиться от последствий российского тут владычества и всё ещё служат проводниками русификации».
Ранее в литературе на белорусском языке обращались к еврейской теме писатели Франтишек Богушевич (стихотворение «Странствующие евреи»), Алоиза Пашкевич (рассказ «Зялёнка»), позже — Рыгор Бородулин (сборник переводов «Только бы евреи были!.. книга уважения и дружбы», 2011).

## Идея и образность стихотворения
Воспринимая в 1919 году Россию и Польшу как врагов белорусской нации, Купала ищет союзников в борьбе с ними, и находит их в евреях. Свои мысли по этому поводу он и выразил в стихотворении. «Евреи! — говорит Купала, ― хотя вас все и поливают грязью, я вам верю. Вы такие же невольники на белорусской земле, как и мы». Далее У Купалы появляется странная картина: «здек» (мучитель), освященный иконой, закручивает евреев в петлю. Неясно, что имел в виду Купала ― православие или вообще религию? Только в новой Беларуси по Купале возможна жизнь евреев ― «флаг ваш и наш факел будут жить». Купала объясняет преследование евреев: «Того же Христа прибили вы к кресту, ибо он вам врагом для Родины был». По Купале, евреи везде стали изгоями, и только белорусская земля их приняла. Москва и Варшава натравливали на них чернь, а Беларусь стала еврейским детям нянькой. Однако же, евреи стали забывать, кто их приютил, и стали тянуться к сильным мира сего. Далее в стихотворении совсем уж странное. Евреи ждут Мессию, его ждут, по Купале, и белорусы, ― он придёт, и белорусы пойдут вместе с евреями, как тогда! «Тогда» ― это 1917 год. «Пора, евреи, хозяева всего мира, заплатить Беларуси за её добро!» ― заключает Купала.
По мнению белорусского историка Захара Шибеко, Янка Купала «хотел видеть в евреях большую силу и резерв в деле национального строительства … и был очень расстроен несостоявшимся союзом евреев и белорусов. Национальный проект белорусов не стал привлекательным не только для евреев, но и для белорусов. И в этом вина и беда самих белорусских лидеров и всего белорусского народа. У еврейских лидеров, действительно, было опасение, что создание на развалинах Российской империи независимых государств приведет к расчленению еврейского народа. Поэтому они отдавали предпочтение единой России, но демократической, с обширной культурной автономией для народов этой страны».

## Оригинальный текст стихотворения
Жыды! «Хрыстапрадаўцы і прыблуды»!

О, слава вам, ўсебеларускія жыды!

Я веру вам, хоць чорнай гразьзю ўсюды

Плюе вам раб і цар, стары і малады.

Нявольнікі вы сёньня з намі разам

На беларускай змучанай зямлі,

Дзе чорны зьдзек пасьвенчаным абразам

Гняце вас разам, як зьвяр’ё, ў крутой пятлі.

Вы ўскрэсьнеце, жыды, усьлед за Беларусяй, —

Сьцяг ваш і нашая паходня будуць жыць,

Хоць наш магільнік кветкай апрануўся,

Хоць згубны мор над намі гібеляй імжыць!

Ня згасьлі вашы і ня згаснуць сьвечкі, —

Вы для народаў далі мудрага Хрыста,

Якому ўзьнесьлі грэшныя авечкі

Муры, дзе векі бьець паклоны бедната.

Таго ж Хрыста прыбілі вы да крыжа,

Бо ён вам ворагам для Бацькаўшчыны быў,

I распасьцерці сваю ўладу выжай

Народ ваш меціўся пад водгаласы ніў.

Але вам край ваш выдзерлі народы,

На вечнае бадзяньне ў прочкі згналі вас,

I разбрыліся вы — ўсе вашы роды

Па нэтры ўсіх старон на векавы папас.

I вось, Усход і Захад, Поўдзень, Поўнач,

Уся зямля гасьцьмі тады вас прыняла,

Вы ўсім і ўсе нясьлі вам братню помач,

Вы ўсіх тады і ўсе вас сьцераглі ад зла.

Калі ў Гішпаньі ўзбунтаваны людзі

З сваёй краіны выгналі вас напасьмех,

На беларускім полі вашы грудзі

На век знайшлі дняваньне, страву і начлег.

Шлі дні. I вас у ланцугі скавалі

Бязбожны каралі і дэспаты-цары.

Адны вас беларусы шанавалі,

Як блізкіх родных — да сьвятлейшае пары.

Масква й Варшава аплюлі вам імя

I ў дзікай чэрні ненавісьць спладзілі к вам,

А Беларусь пад крыльлямі сваімі

Вас грэла й вашым нянькаю была дзяцям.

Пасьля, жыды, вы зрэкліся народу,

Які вам шчыра даў багацьце і прыпын;

Пайшлі прыдбаць сабе чэсьць і выгоду:

Да сільных тых, хто даў вам вісельню і чын!

Раскіданыя гібнуць па ўсім сьвеце.

Вы Месіі чакаеце яшчэ, жыды, —

Тэй Месіі ждуць Беларусі дзеці.

I з вамі пойдуць, як вы з намі, ўсе тады.

Ваш ясны сьветач там, дзе Палестына,

Наш ясны сьветач — Маці-Беларусь адна;

Спадзе ланцуг ваш у сьляпым загіну,

Спадзе ланцуг наш і зазьзяе ўсім вясна!

Цяпер за вамі слова ў буру гэту:

Пайці ці не, з народам нашым да сьвятла…

Пара, жыды, паны усяго сьвету,

Сплаціці доўг, які вам Беларусь дала!

## Отзвуки стихотворения
Пастор Мойсей Гитлин вдохновлялся стихами Купалы, работая над первым в истории переводом Ветхого Завета на белорусский язык.
В 1982 году по решению ЮНЕСКО в мире отмечалось 100-летие Янки Купалы. Израильский город Ашдод решил назвать его именем одну из площадей. Однако некоторые члены городского совета высказались против, приводя в доказательство это противоречивое, по их мнению, стихотворение Купалы. Но площадь его именем всё же назвали, а в 2015 году на ней открыли и памятник «белорусскому Песняру».